# 2. Violinkonzert (Bartók)
Das zweite Violinkonzert (Sz. 112, BB 117) ist ein Konzert für Violine und Orchester des ungarischen Komponisten Béla Bartók.

## Werkgeschichte
Bartók komponierte das Konzert in den Jahren 1937 bis 1938 für den befreundeten ungarischen Violinisten Zoltán Székely, mit dem Bartók zuvor schon konzertiert hatte. Es ist damit das letzte Instrumentalkonzert, das Bartók schrieb, bevor er 1940 in die USA emigrierte. Das Konzert entstand in einer für Bartók sehr ungewissen Zeit, da seine letzten Jahre in Europa von zahlreichen Skrupeln und Zweifeln geprägt wurden.
Das Konzert wurde am 23. März 1939 mit Székely als Solist und unter der Leitung von Willem Mengelberg in Amsterdam uraufgeführt. Bartók selbst konnte sein Konzert erst am 14. Oktober 1943, vier Jahre nach der Uraufführung, in New York in der Carnegie Hall zum ersten und einzigen Mal hören.

## Besetzung
2 Flöten, zweite auch Piccoloflöte, 2 Oboen, zweite auch Englischhorn, 2 Klarinetten in A, zweite auch Bassklarinette, 2 Fagotte, zweites auch Kontrafagott, 4 Hörner in F, 2 Trompeten in C, 2 Posaunen, Bassposaune, Pauke, Schlagwerk (2 Kleine Trommeln, Große Trommel, 2 Becken, Triangel, Tamtam), Celesta, Harfe, Streicher.
Die Aufführungsdauer liegt bei etwa 35 Minuten.

## Werkbeschreibung
Das zweite Violinkonzert Sz. 112 besteht aus drei Sätzen. Bartók hätte das Konzert lieber als reine Variation für Violine und Orchester geschrieben, aber Zoltán Székely beharrte auf der klassischen, dreisätzigen Form. Die Grundtonart ist H-Dur.
Der 1. Satz (Allegro non troppo) baut klassischerweise auf der Sonatensatzform auf. Das Hauptthema und das Schlussthema bauen auf den Tönen H und F auf, also einem Tritonusabstand anstelle des üblichen Quintabstandes auf. Zur Verknüpfung dieser Tonarten bedient sich Bartók des gesamten dodekaphonischen Apparats (Zwölftontechnik) aller 12 Töne, wenn auch mit einem deutlich hervortretenden Zentralton, die auch Vierteltonumspielungen (Takt 303 ff.) bietende Musik weist also dennoch eine starke Tonalitätsbezogenheit auf.
Seine Leichtigkeit erhält der erste Satz durch ein gemächliches Marschtempo.
Der 2. Satz (Andante tranquillo – Allegro scherzando – Tempo I) stellt die Verwirklichung von Bartóks Variations-Idee dar. Es handelt sich um ein Thema mit sechs Variationen.
Der 3. Satz (Allegro molto) verwendet ein weiteres klassisches Stilelement: das Rondo. Im Großen und Ganzen lässt sich dieser dritte Satz als eine Variation des ersten Satzes bezeichnen.